# Pilocytisk astrocytom
Pilocytisk astrocytom är en tumörvävnad som bildas i hjärnan. Pilocytisk astrocytom klassificeras som WHO grad I. Tumören förekommer oftast hos barn eller unga. Den växer långsamt och kan tas bort med kirurgi eller strålbehandling. 

## Symptom
- yrsel
- huvudvärk
- domningar eller muskelkramper
- svårigheter att tala

Symptomen är olika beroende på vart tumören sitter.